# Рудня (Литвиновичский сельсовет)
Рудня (бел. Рудня) — деревня в Литвиновичском сельсовете Кормянского района Гомельской области Беларуси.

## География

### Расположение
В 16 км на север от Кормы, в 68 км от железнодорожной станции Рогачёв (на линии Могилёв — Жлобин), в 126 км от Гомеля. На западе граничит с лесом.

### Гидрография
На реке Косолянка (приток реки Сож).

## Транспортная сеть
Транспортные связи по просёлочной, затем автомобильной дороге Корма — Литвиновичи. Планировка состоит из длинной, зигзагообразной меридиональной улицы с переулками. Застройка преимущественно двусторонняя, деревянная, усадебного типа.

## История
О деятельности человека в древности в этих местах свидетельствует обнаруженное археологами городище (в 1,5 км на юго-восток от деревни, на правом берегу реки Косолянка). Согласно письменным источникам известна с XIX века как деревня в Кормянской волости Рогачёвского уезда Могилёвской губернии. Хозяева одноимённого фольварка в 1876 году владели 1054 десятинами земли и 2 водяными мельницами. Согласно переписи 1897 года действовали хлебозапасный магазин, водяная мельница, сукновальня.
С 20 августа 1924 года до 16 июля 1954 года центр Руднянского сельсовета Кормянского района Могилёвского (до 26 июля 1930 года) округа, с 20 февраля 1938 года Гомельской области. Во время Великой Отечественной войны освобождена от немецких оккупантов 22 ноября 1943 года. В 1978 году к деревне присоединён посёлок Борисовка. В составе колхоза имени П. М. Лепешинского (центр — деревня Литвиновичи).

## Население
- 1897 год — 11 дворов, 77 жителей (согласно переписи).
- 1909 год — 27 дворов, 150 жителей.
- 1959 год — 531 житель (согласно переписи).
- 2004 год — 3 хозяйства, 3 жителя.